# Kubuntu
Kubuntu és una derivació oficial del sistema operatiu Ubuntu Linux però amb KDE com a entorn d'escriptori. Tots els paquets comparteixen els mateixos arxius que Ubuntu.
Segons s'explica a la pàgina de Kubuntu dins el wiki d'Ubuntu: "El projecte Kubuntu vol ésser per a KDE el que Ubuntu és per a GNOME: un gran sistema operatiu integrat amb totes les característiques d'Ubuntu, però basat en l'entorn d'escriptori KDE Plasma. Les noves versions de Kubuntu surten de manera regular i predictible; es fa una nova versió cada cop que surt una actualització de KDE."
Tots els paquets comparteixen els fitxers amb l'Ubuntu.

## Nom
"Kubuntu" vol dir "cap a la humanitat" en bemba, i deriva d'ubuntu ("humanitat"). La K al principi de paraula representa la comunitat KDE en la qual està construïda la plataforma de Kubuntu. Per coincidència, Kubuntu també significa "lliure" en kirundi.

## Comparació amb Ubuntu
Ubuntu i Kubuntu difereixen típicament en només les aplicacions gràfiques i les eines.
| Programari               | Ubuntu                     | Kubuntu                    |
| ------------------------ | -------------------------- | -------------------------- |
| Kernel & Core            | Linux Kernel & Ubuntu Core | Linux Kernel & Ubuntu Core |
| Gràfics                  | X.Org Server               | X.Org Server               |
| So                       | PulseAudio                 | PulseAudio                 |
| Multimèdia               | GStreamer                  | GStreamer                  |
| Escriptori               | GNOME                      | Plasma Desktop             |
| Conjunt d'eines bàsiques | GTK+, Nux & Qt             | Qt                         |
| Navegador                | Firefox                    | Firefox                    |
| Oficina                  | LibreOffice                | LibreOffice                |
| Correu i missatgeria     | Thunderbird                | Thunderbird                |

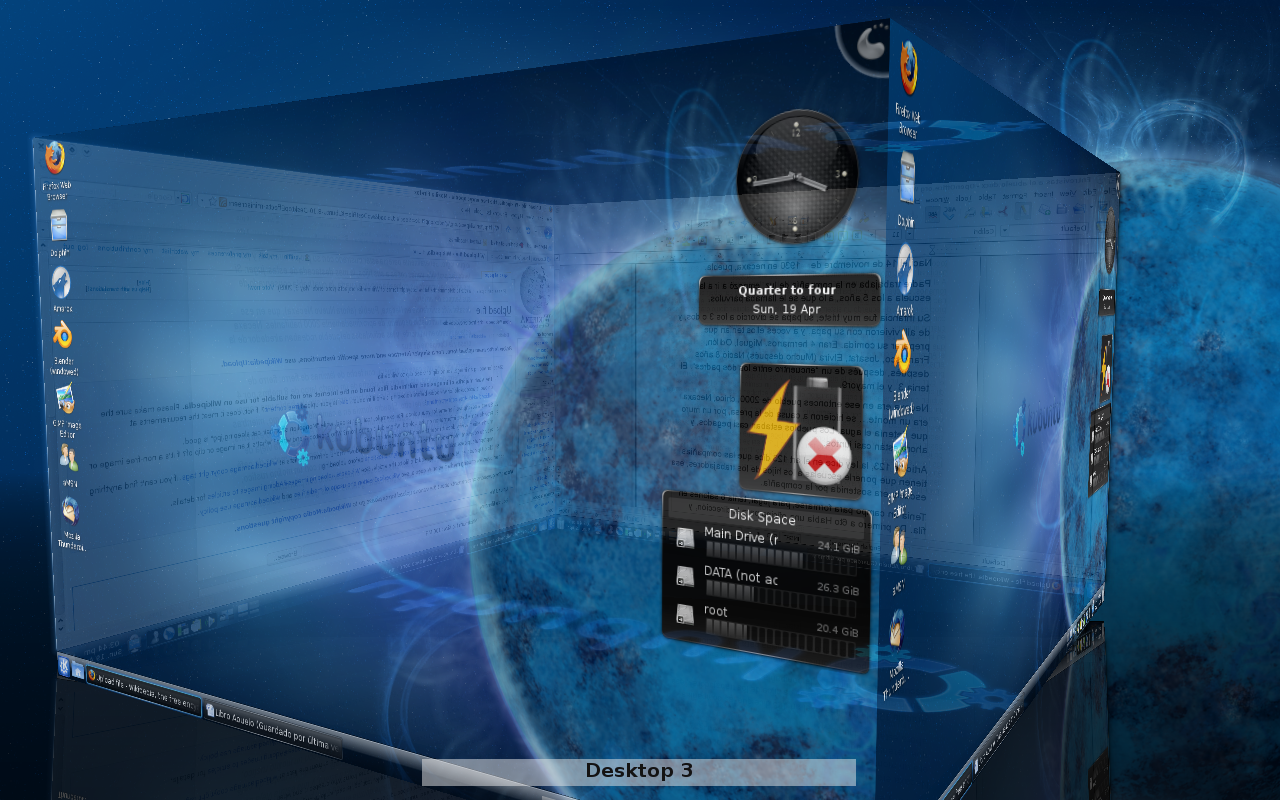
Kubuntu 9.04 mostrant alguns dels efectes d'escriptori

L'escriptori Plasma de Kubuntu és personalitzable sense eines extra o editant els arxius de configuració. Originalment per fer més fàcil la transició a usuaris d'altres sistemes operatius (com Microsoft Windows) mantenint un esquema d'escriptori similar, l'escriptori Plasma de KDE està centrat en "estris" modulars que permeten a l'usuari incorporar funcions similars a les d'altres sistemes operatius i també crear noves funcionalitats que no es troben en els escriptoris d'altres sistemes operatius. Els efectes d'escriptori estan integrats en la instal·lació estàndard de KWin, i activats per defecte si tenen suport del maquinari d'acceleració gràfica.
Ja que Ubuntu i Kubuntu utilitzen els mateixos dipòsits de recursos, qualsevol aplicació ideaa per un pot ésser instal·lada i executada en l'altre. Conseqüentment, és bastant comú veure situacions com GIMP executant-se a Kubuntu, o K3b i Amarok executant-se a Ubuntu.

## Història
Mark Shuttleworth, en una breu entrevista després que s'iniciés Ubuntu (el qual ara utilitza Unity desktop environment, però abans havia utilitzat GNOME), aclarí que:
| «                    | Crec que la comunitat KDE fa una feina fenomenal, tenint una comunitat orientada a mantenir una distribució que funcioni i ajudi a atraure usuaris i desenvolupadors al projecte. El nostre objectiu primordial al projecte Ubuntu és sobretot l'adopció de programari lliure a l'escriptori i al servidor, i reconeixement que KDE és una part essencial en tota la varietat d'entorns d'escriptori que permeten a la gent trobar el millor entorn per a les seves necessitats. | » |
| — Mark Shuttleworth, | |   |

L'equip de Kubuntu publicà la seva primera edició, Hoary Hedgehog, el 8 d'abril de 2005.
Seria escollida la versió 3 de KDE com a interfície per defecte a fins a Kubuntu 8.04. Aquesta versió de KDE estaria disponible, però en versió no suportada ja, fins a Kubuntu 8.10. A partir de llavors s'optaria pel canvi a la versió 4.
El 6 de febrer de 2012 l'empleat de Canonical Jonathan Riddell anunià el final de l'esponsorització de Canonical a Kubuntu. I el 10 d'abril de 2012, Blue Systems s'anuncià a la web de Kubuntu que seria el nou espònsor. Com a resultat els ambdós empleats de Canonical que treballaven en Kubuntu – Jonathan Riddell i Aurélien Gâteau – van ésser transferits a Blue Systems.

## Llançaments
| Color   | Significat                   |
| ------- | ---------------------------- |
| Vermell | Llançament sense suport      |
| Groc    | Llançament encara amb suport |
| Verd    | Llançament actual            |
| Blau    | Futur llançament             |

Kubuntu segueix el mateix sistema de nom/versió d'Ubuntu, en el que cada llançament té un nom clau (basat en el nom d'un animal africà i seguint un ordre alfabètic) i un número de versió (basat en l'any i el mes de llançament). Canonical proveïa de suport i actualitzacions de seguretat per als components de Kubuntu que són compartits igual que amb Ubuntu durant 18 mesos – cinc anys en el cas de les LTS – posteriorment al llançament. Tant la versió desktop com l'alternate (sols d'instal·lació) ambdues per plataformes x86 i AMD64, estan disponibles. Els Cds de Kubuntu estaven disponibles també a través del servei ShipIt (discontinuat a l'abril de 2011).
| Versió                                          | Data de llançament | Nom en clau       | Suportat fins | Notes |
| ----------------------------------------------- | ------------------ | ----------------- | ------------- | --- |
| 5.04                                            | 2005-04-08         | Hoary Hedgehog    | 2006-10-31    | Llançament inicial que incloïa KDE 3.5 i una selecció dels programes més útils de KDE. Alguns d'aquests però no estaven inclosos en el propi llançament oficial de KDE, incloent Amarok, Kaffeine, Gwenview, i K3b. S'inclogué també un gestor i un notificador d'actualitzacions, a més de compatibilitat amb Kickstart. |
| 5.10                                            | 2005-10-13         | Breezy Badger     | 2007-04-13    | KDE 3.4.3 i eines guiades de configuració. També portava el gestor de paquets de programari Adept Package Manager, el primer en fer ús de debtags per cercar més fàcilment (reemplaçant al gestor de paquets Kynaptic utilitzat en versions anteriors); Arranjaments del Sistema, un reorganitzat centre de kcontrol i KDE Bluetooth; procés d'arrancada gràfic amb barra de progrés (USplash); suport epr a instal·lació OEM; rastreig de Launchpad; GCC 4.0. |
| 6.06 LTS Arxivat 2008-12-24 a Wayback Machine.  | 2006-06-01         | Dapper Drake      | 2009-06       | Llançament Long Term Support (LTS); Live CD i Instal·lador en un sol disc; instal·lador Ubiquity; Adept Notifier i Simplified Installer; millores en la configuració guiada de X Display; millora e en el suport de llengües asiàtiques; programari de xarxa Avahi. |
| 6.10                                            | 2006-10-26         | Edgy Eft          | 2008-04       | KDE 3.5.5. Aquest llançament afegí l'aplicació de tractament de fotografia DigiKam i perfils d'accessibilitat – beneficiant a les persones amb discapacitats. Es redissenyà els Arranjaments del Sistema, gestió de l'energia, suport per als botons de portàtils i millores en el suport de connexió a la xarxa. A més de millores en problemes que s'havien reportat a Upstart. |
| 7.04 Arxivat 2008-10-04 a Wayback Machine.      | 2007-04-19         | Feisty Fawn       | 2008-10       | KDE 3.5.6; assistent de migració; KVM; facilitats per instal·lar controladors i còdecs propietaris; Arranjaments del Sistema reestructurat en les categories General i Avançat; millores en la gestió d'impressió de Hewlett-Packard; KnetworkManager inclòs; suport per WPA; Topic-based help system; actualització de l'instal·lador OEM; fi del suport per a PowerPC. |
| 7.10 Arxivat 2008-12-29 a Wayback Machine.      | 2007-10-18         | Gutsy Gibbon      | 2009-04-18    | Nou tema de fons de pantalla. S'inclou Strigi i Dolphin per defecte. L'instal·lador gràfic GDebi de paquets .deb és portat a Qt. S'inclou un gestor de controladors privatius per primera vegada. Es posa a disposició dels usuaris el paquet kubuntu-restricted-extras disponible per descarregar des dels repositoris. |
| 8.04 Arxivat 2009-01-23 a Wayback Machine.      | 2008-04-24         | Hardy Heron       | 2009-10       | tenia dues versions: KDE 3.5 i KDE 4.0 (amb suport només de la comunitat). Aquesta versió intentava proveir una paritat de funcions en el sistema similar a l'Ubuntu basat en GNOME. Això incloïa que s'havia portat el sistema de configuració d'impressió a Qt per activar l'auto-detecció de les impressores, es facilitava la instal·lació de còdecs a Kaffeine, es simplificava l'eina d'instal·lació de Compiz incloent Bulletproof X a KDM, i l'automatització del seguiment i aparicions del cursor del ratolí quan s'executava una màquina virtual amb VMware. |
| 8.10 Arxivat 2015-07-03 a Wayback Machine.      | 2008-10-30         | Intrepid Ibex     | 2010-04-30    | L'entorn d'escriptori KDE 4.1.2 per defecte, Linux 2.6.27, Xserver 1.5, Adept Manager 3, KNetworkManager 0.7, efectes d'escriptori KWin per defecte, diverses eines d'integració de Kubuntu. |
| 9.04                                            | 2009-04-23         | Jaunty Jackalope  | 2010-10       | Entorn d'escriptori KDE 4.2.2 per defecte, Linux 2.6.28, Xserver 1.6, Adept substituït per KPackageKit, implementació del sistema de fitxers ext4, acceleració del temps d'arrancada. Community Supported PowerPC images added |
| 9.10                                            | 2009-10-29         | Karmic Koala      | 2011-04-28    | Entorn d'escriptori KDE 4.3.2 per defecte, GRUB 2, init system traslladat a Upstart, Linux 2.6.31. |
| 10.04 LTS Arxivat 2015-06-11 a Wayback Machine. | 2010-04-29         | Lucid Lynx        | 2013-04       | Long Term Support (LTS) release. Actualitzacions de seguretat disponibles durant 3 anys per escriptoris i cinc anys per servidors. Entorn d'escriptori KDE 4.4.2 per defecte, Linux 2.6.32, KPackageKit 0.5.4, integració de Firefox a KDE, mòdul de configuració del ratolí tàctil per defecte. |
| 10.10 Arxivat 2010-10-12 a Wayback Machine.     | 2010-10-10         | Maverick Meerkat  | 2012-04       | KDE Software Compilation 4.5. Entrada al sistema més ràpida, navegador per defecte canviat a Rekonq. Nou sistema de bluetooth. Inclusió de Pulseaudio. Actualitzat Kpackagekit amb categories. Menú global per a netbook. Instal·lador actualitzat. Es combinà les edicions Desktop i Netbook (auto-detecció). |
| 11.04 Arxivat 2014-07-15 a Wayback Machine.     | 2011-04-28         | Natty Narwhal     | 2012-10       | KDE SC 4.6, Linux 2.6.38, GStreamer multimedia backend for Phonon, GTK Oxygen theme, jocs en la instal·lació per defecte, UDisks i UPower reemplacen HAL. |
| 11.10 Arxivat 2014-04-21 a Wayback Machine.     | 2011-10-13         | Oneiric Ocelot    | 2013-04       | KDE SC 4.7, kernel 3.0.3, es reemplaça kpackagekit amb Muon Software Centre, kubuntu low fat setting, OpenGL ES Powered Desktop Effects, Kdepim 4.7.2 |
| 12.04 LTS Arxivat 2014-05-13 a Wayback Machine. | 2012-04-26         | Precise Pangolin  | 2017-04       | La tercera Kubuntu LTS release. KDE SC 4.8, kernel 3.2.0. |
| 12.10 Arxivat 2012-10-21 a Wayback Machine.     | 2012-10-18         | Quantal Quetzal   | 2014-04       | LibreOffice 3.6.2.2., Rekonq 1.1, KDE SC 4.9.2 |
| 13.04                                           | 2013-04-25         | Raring Ringtail   | 2014-01       | KDE SC 4.10, Muon Suite 2, LibreOffice 4, Optional Homerun launcher, i suport per a MTP |
| 13.10                                           | 2013-10-17         | Saucy Salamander  | 2014-06       | KDE SC 4.11, Muon Discover, KDE Telepathy 0.6.2 |
| 14.04 LTS Arxivat 2014-11-11 a Wayback Machine. | 2014-04-17         | Trusty Tahr       | 2019-04       | KDE SC 4.13.0, es renova el gestor de controladors, gestor de programari Muon Discover 2.2, KDE Instant Messaging 0.8, millores en la configuració d'idioma, Plasma Network Manager 0.9.3.3, millores en el USB Creator (gravador de USB), KDE Connect 0.5 (gestor d'avisos de telèfons amb sistema operatiu Android), Quassel 0.10, nou sistema d'avisos, LibreOffice 4.2.3.3, i Mozilla Firefox torna a ser el navegador per defecte. |
| 14.10                                           | 2014-10-23         | Utopic Unicorn    | 2015-06       | KDE SC 4.14, KDE Plasma 5 com a vista prèvia tècnica. |
| 15.04                                           | 2015-04-23         | Vivid Vervet      | 2015-12       | KDE Plasma 5.2.2, adaptació a systemd i SDDM. Inici adaptació a Wayland. |
| 15.10                                           | 2015-10-22         | Wily Werewolf     | 2016-06       | KDE Plasma 5.4.1, Firefox 41.0, LibreOffice 5.0. |
| 16.04 LTS                                       | 2016-04-21         | Xenial Xerus      | 2019-04       | KDE Plasma 5.5, Firefox 45, LibreOffice 5.1 |
| 16.10                                           | 2016-10-13         | Yakkety Yak       | 2017-07       | KDE Plasma 5.7.5, KDE Applications 16.04.3, KDE Frameworks 5.26.0, LibreOffice 5.2, Firefox 49, Linux Kernel 4.8 |
| 17.04                                           | 2017-04-13         | Zesty Zapus       | 2018-01       | KDE Plasma 5.9, KDE Applications 16.12.3, KDE Frameworks 5.31, LibreOffice 5.3, Firefox 52, Linux Kernel 4.10 |
| 17.10                                           | 2017-10-19         | Artful Aardvark   | 2018-07       | KDE Plasma 5.10, KDE Applications 17.04.3, KDE Frameworks 5.38, LibreOffice 5.4.1, Firefox 56, Linux Kernel 4.13, Cantata substitueix a l'Amarok, VLC substitueix a Dragon Player |
| 18.04 LTS                                       | 2018-04-26         | Bionic Beaver     | 2021-04       | KDE Plasma 5.12 LTS, LibreOffice 6.0 i Firefox 59. |
| 18.10                                           | 2018-10-18         | Cosmic Cuttlefish | 2019-07       | KDE Plasma 5.13, KDE Applications 18.04.3, KDE Frameworks 5.50, LibreOffice 6.1.2, Firefox 63, Linux Kernel 4.18; integració per defecte del ssitema snap, sessió Wayland per a Plasma experimental |
| 19.04                                           | 2019-04-18         | Disco Dingo       | 2020-01       | KDE Plasma 5.15.4, KDE Applications 18.12.3, KDE Frameworks 5.56, Qt 5.12.2, Linux Kernel 5.0, LibreOffice 6.2.2, Firefox 66, KDE Connect 1.3.4, KDevelop 5.3.2, Krita 4.1.7, Latte Dock 0.8.8 |
| 19.10                                           | 2019-10-17         | Eoan Ermine       | 2020-07       | KDE Plasma 5.16.5, KDE Applications 19.04.3, KDE Frameworks 5.62, Qt 5.12.4, Linux Kernel 5.3, LibreOffice 6.3, Firefox 69 |
| 20.04 LTS                                       | 2020-04-23         | Focal Fossa       | 2023-04       | KDE Frameworks 5.68.0, Qt 5.12.8, Linux Kernel 5.4, Libreoffice 6.4.2.2, Firefox 75 |
| 20.10                                           | 2020-10-22         | Groovy Gorilla    | 2021-07       | KDE Frameworks 5.74.0, Qt 5.14.2, Linux Kernel 5.8, Libreoffice 7.0.2, Firefox 82 |
| 21.04                                           | 2021-04-22         | Hirsute Hippo     | 2022-01       | KDE Frameworks 5.80, Qt 5.15.2, Linux Kernel 5.11, Libreoffice 7.1, Firefox 87 |
| 21.10                                           | 2021-10-14         | Impish Indri      | 2022-07       | |
| 22.04 LTS                                       | 2022-04-21         | Jammy Jellyfish   | 2025-04       | |

## Galeria

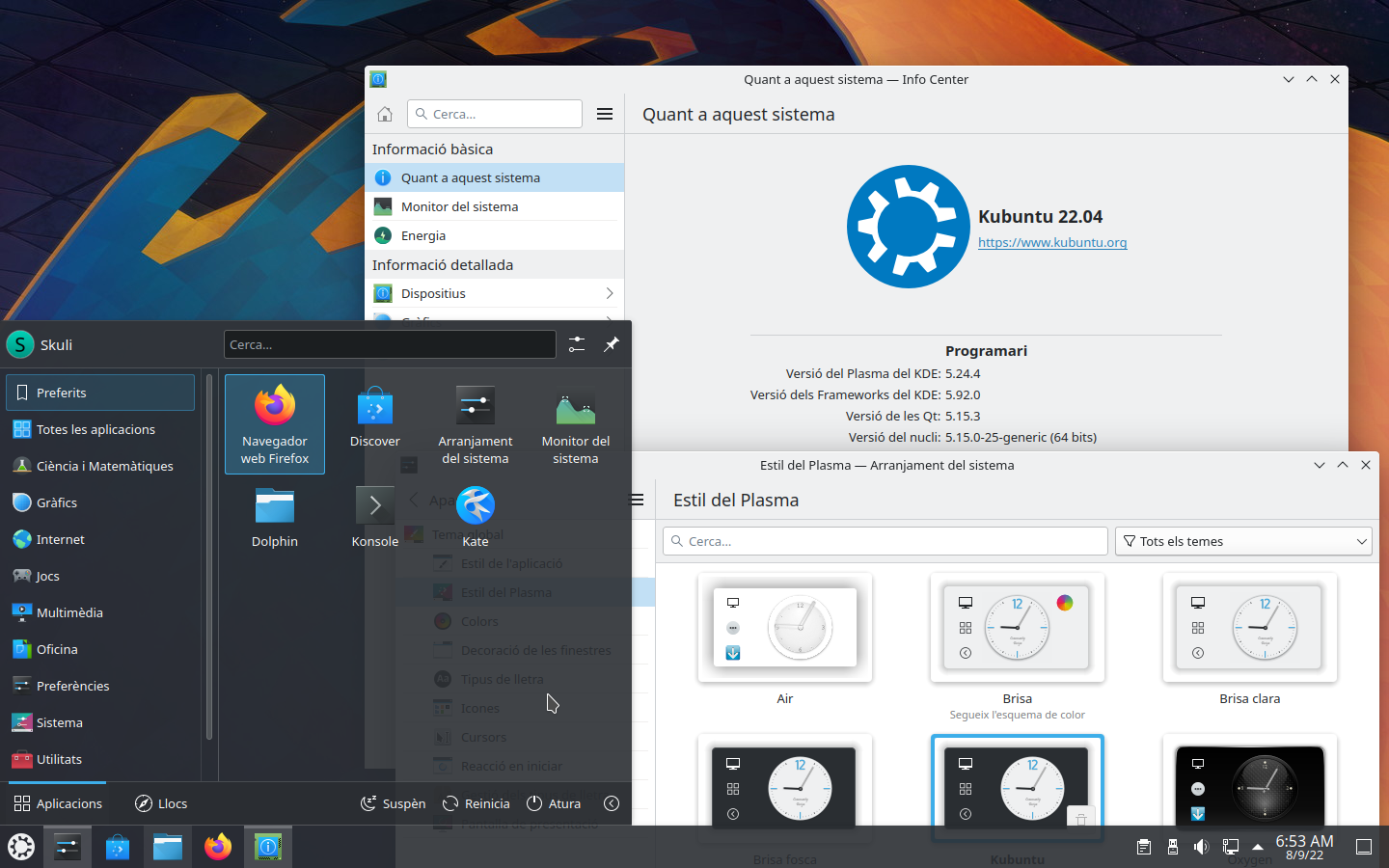
Kubuntu 22.04 LTS Jammy Jellyfish (ca)
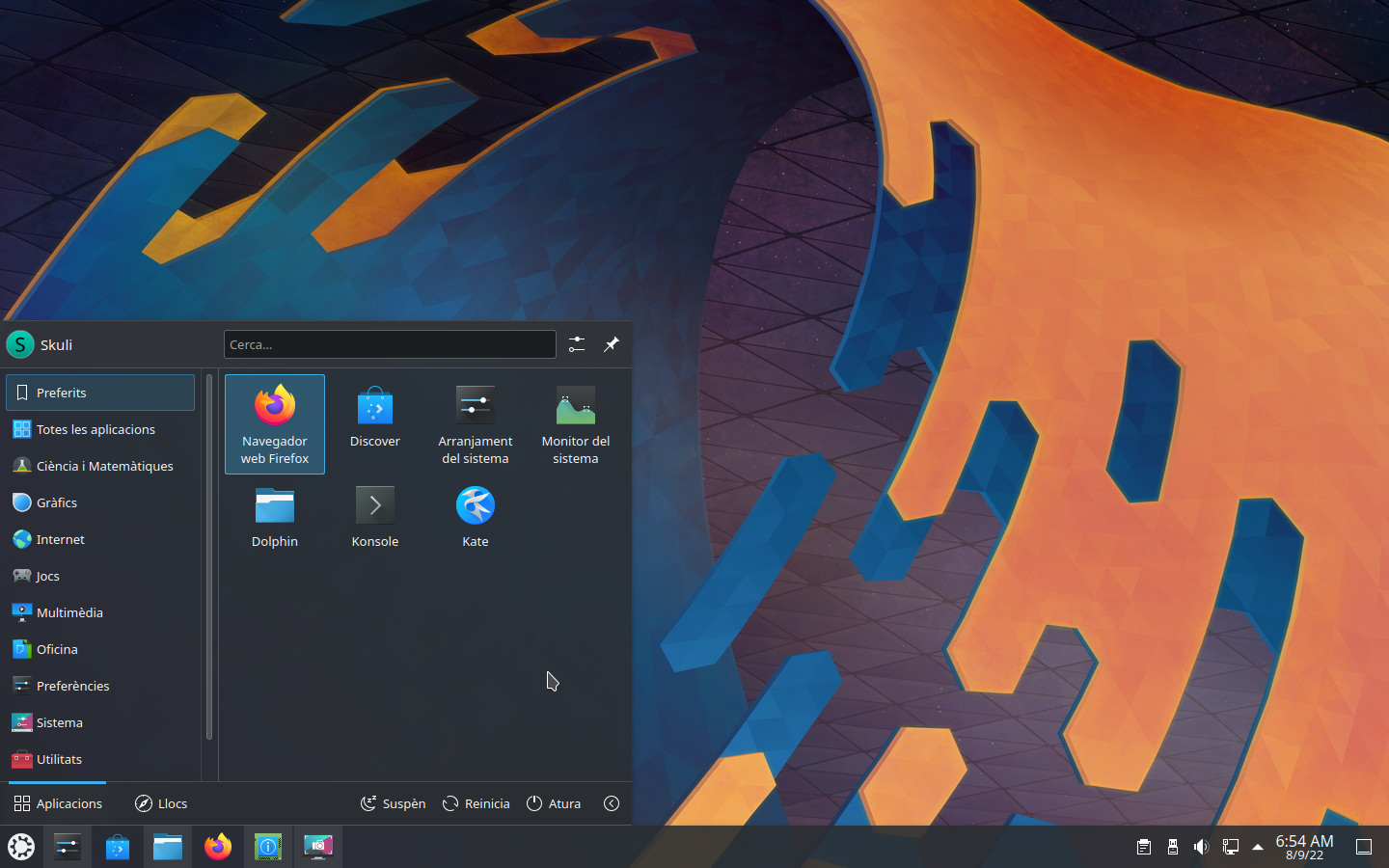
Kubuntu 22.04 LTS Jammy Jellyfish (ca)
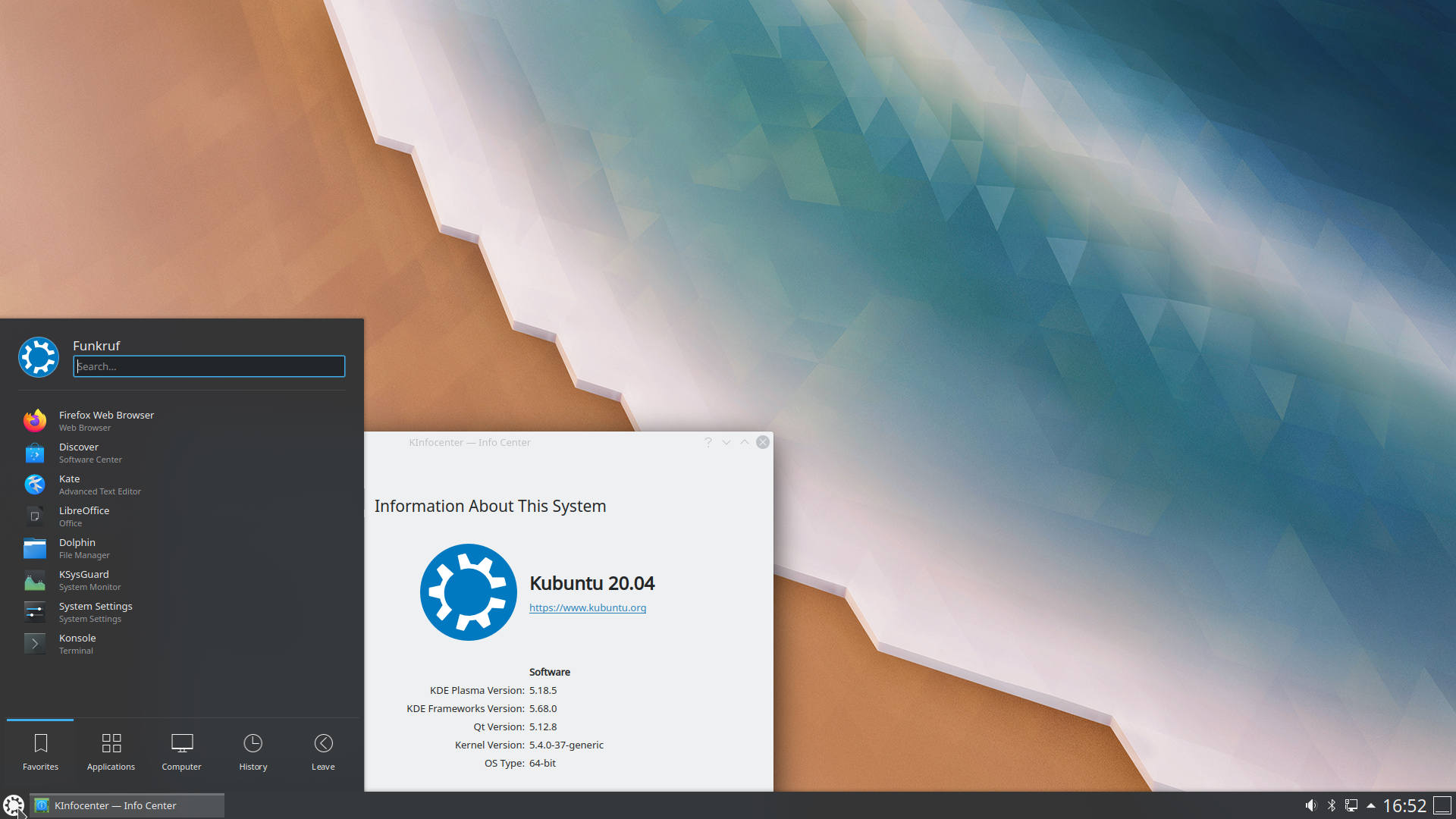
Kubuntu 20.04 LTS Focal Fossa
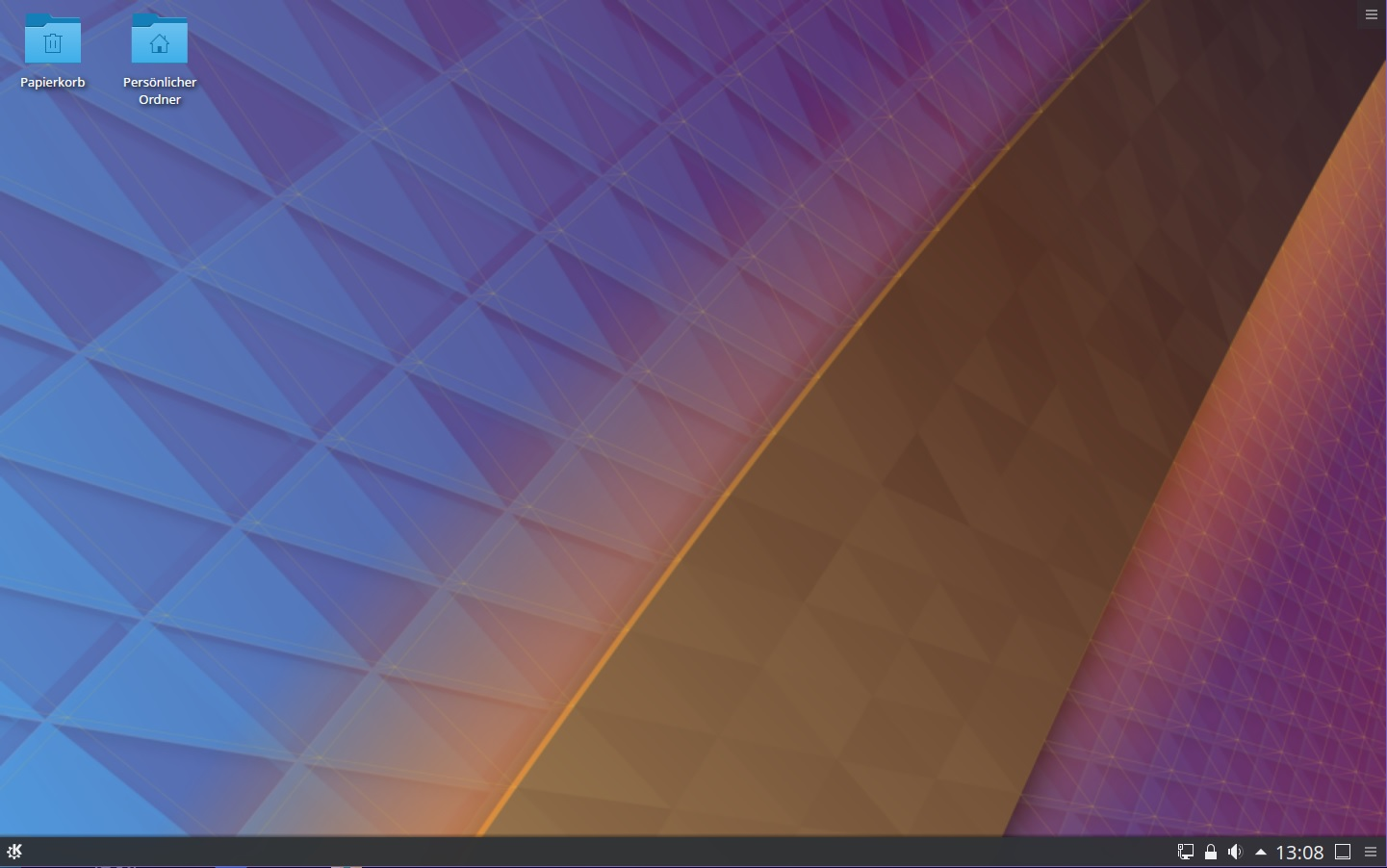
Kubuntu 18.04 LTS Bionic Beaver
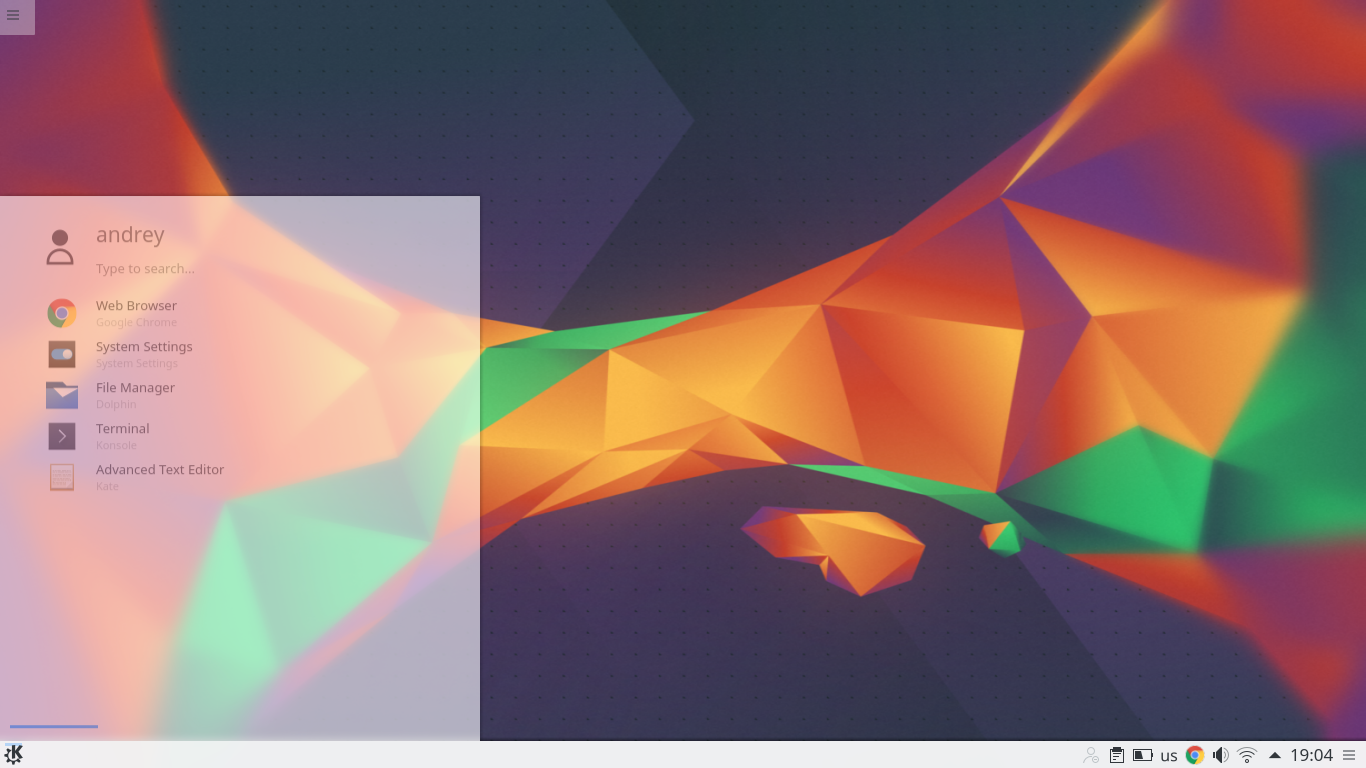
Kubuntu 16.04 LTS Xenial Xerus
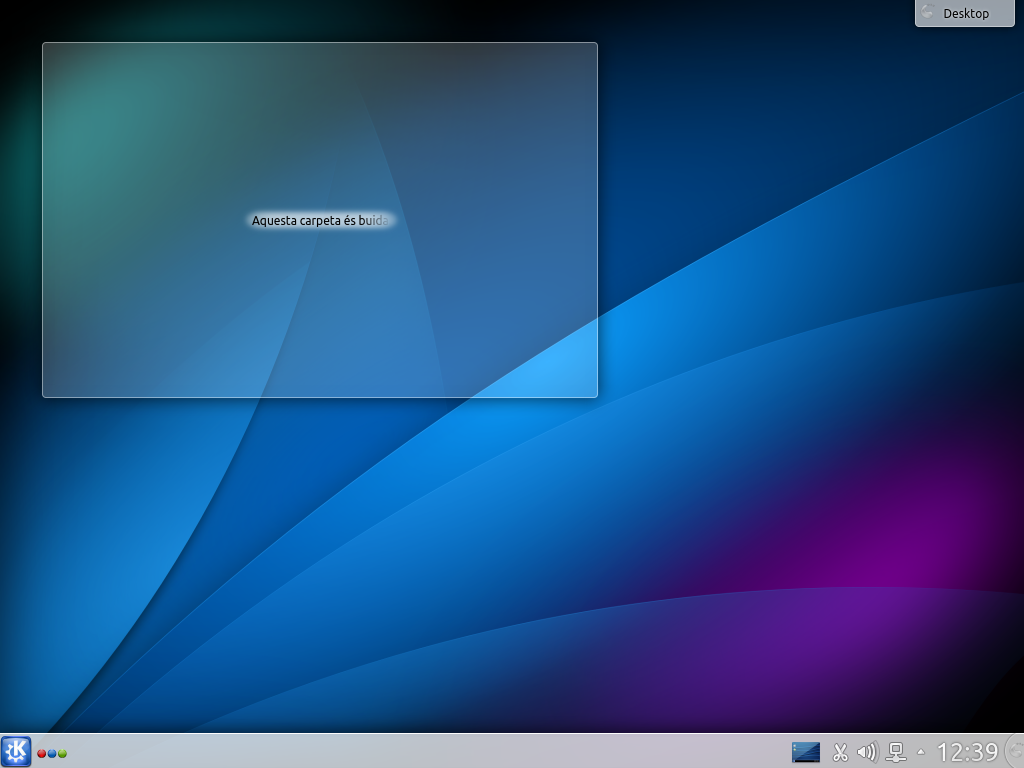
Kubuntu 14.04 LTS Trusty Tahr
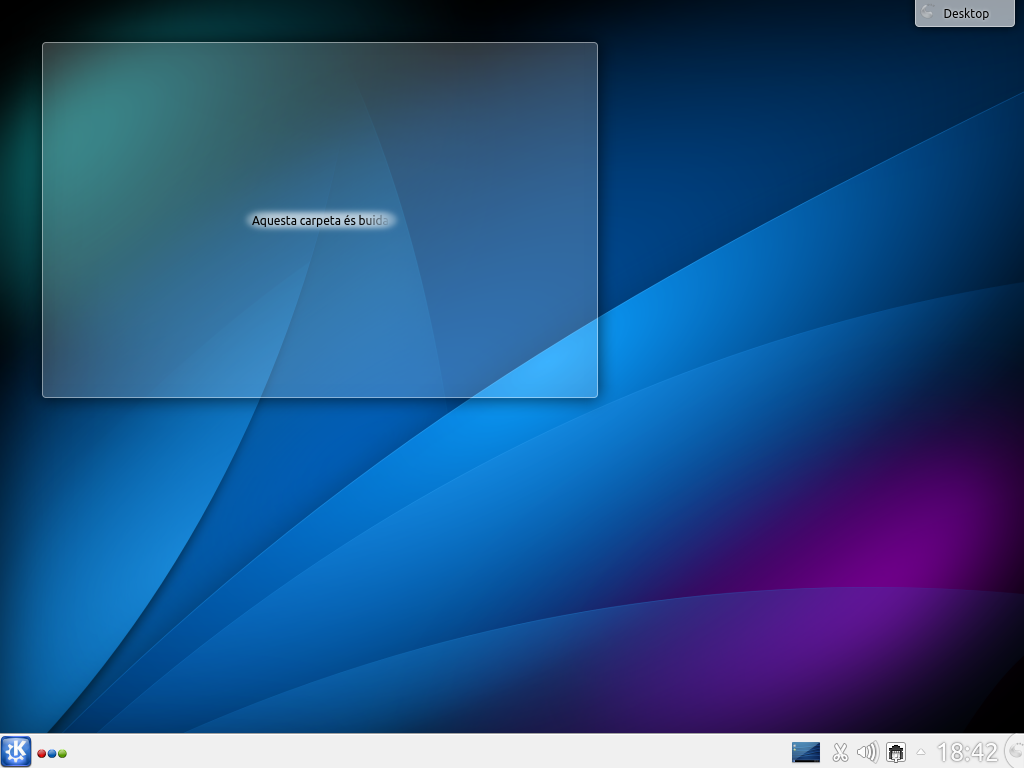
Kubuntu 13.10 Saucy Salamander
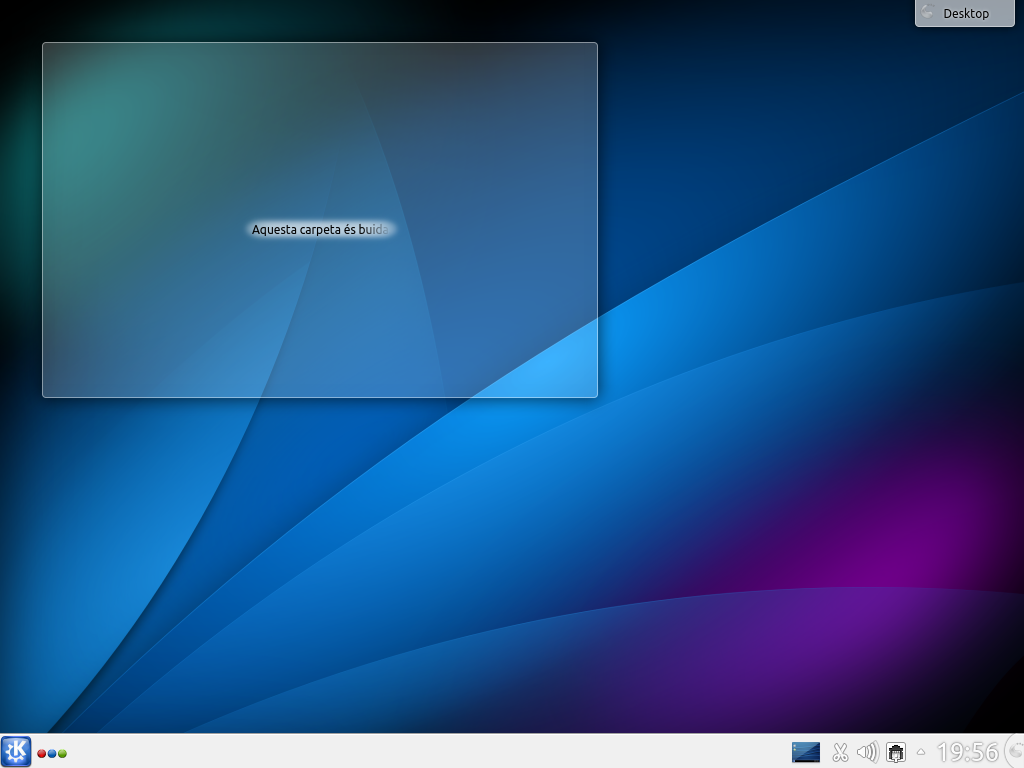
Kubuntu 13.04 Raring Ringtail
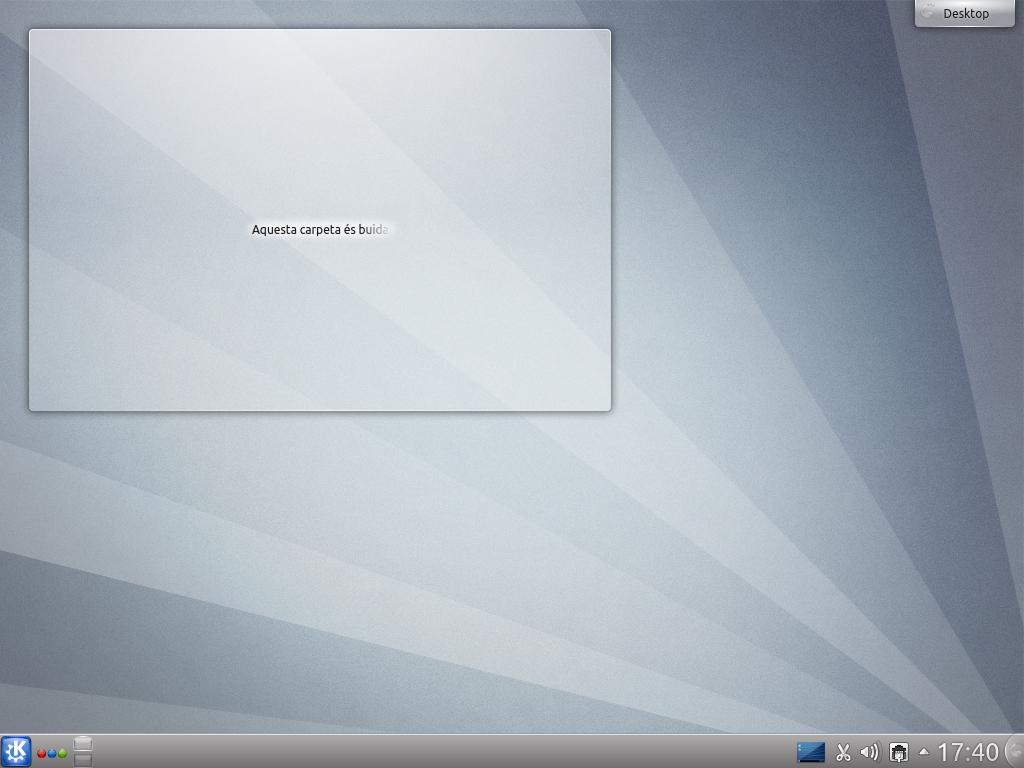
Kubuntu 12.10 Quantal Quetzal
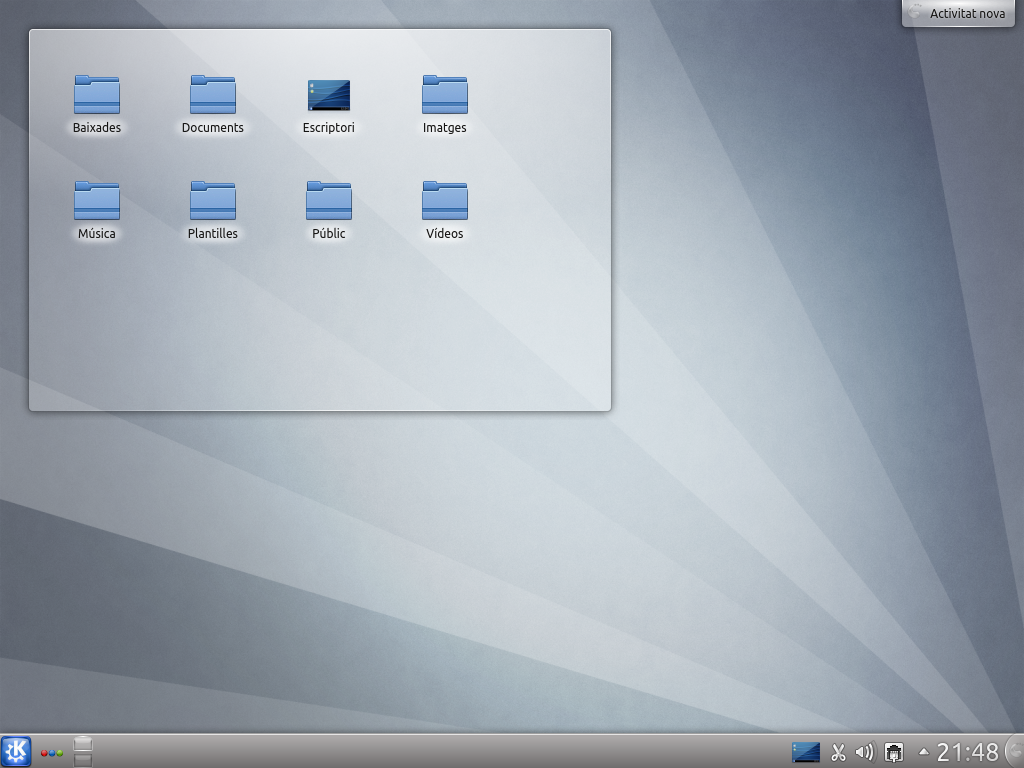
Kubuntu 12.04 LTS Precise Pangolin
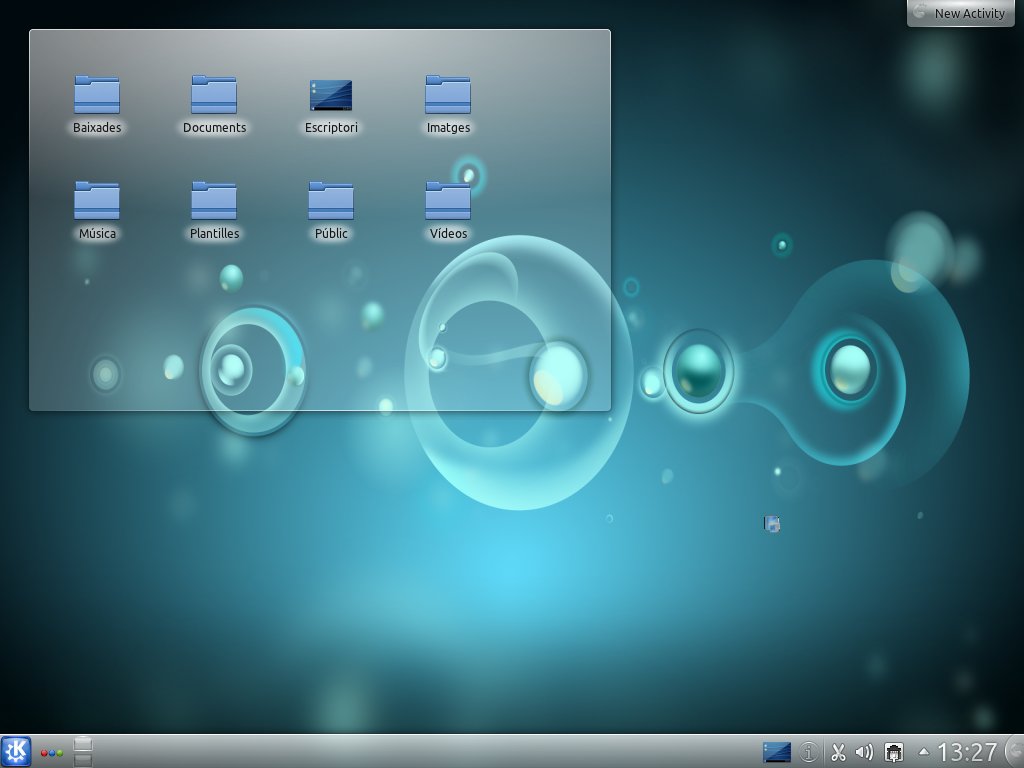
Kubuntu 11.10 Oneiric Ocelot
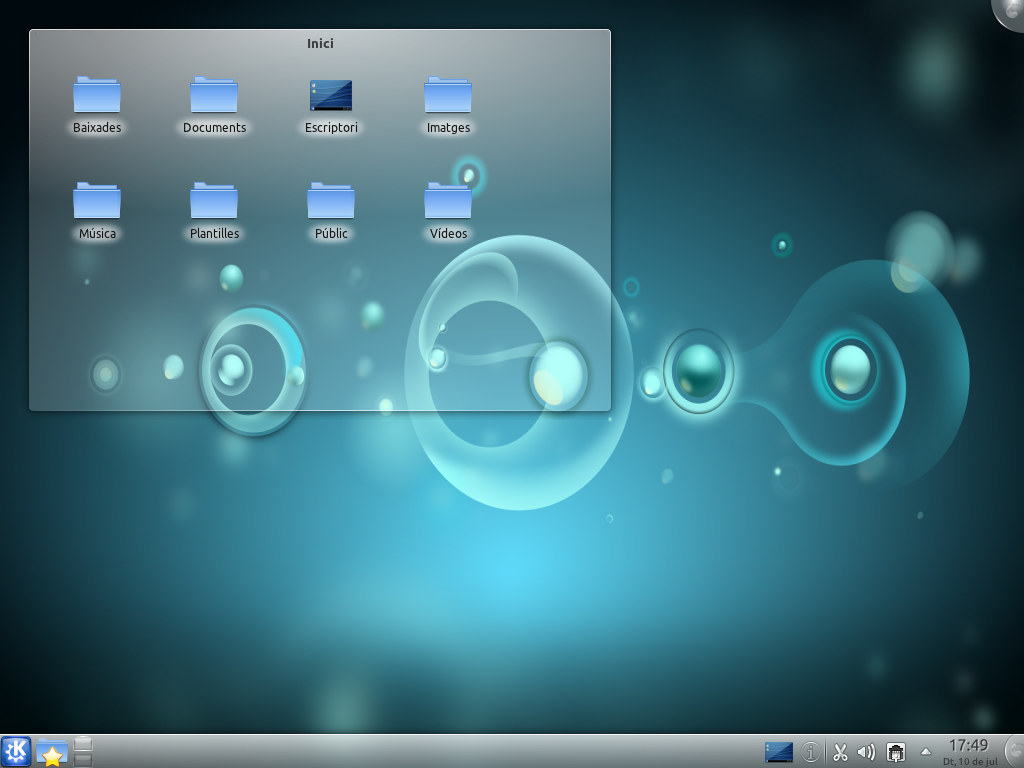
Kubuntu 11.04 Natty Narwhal
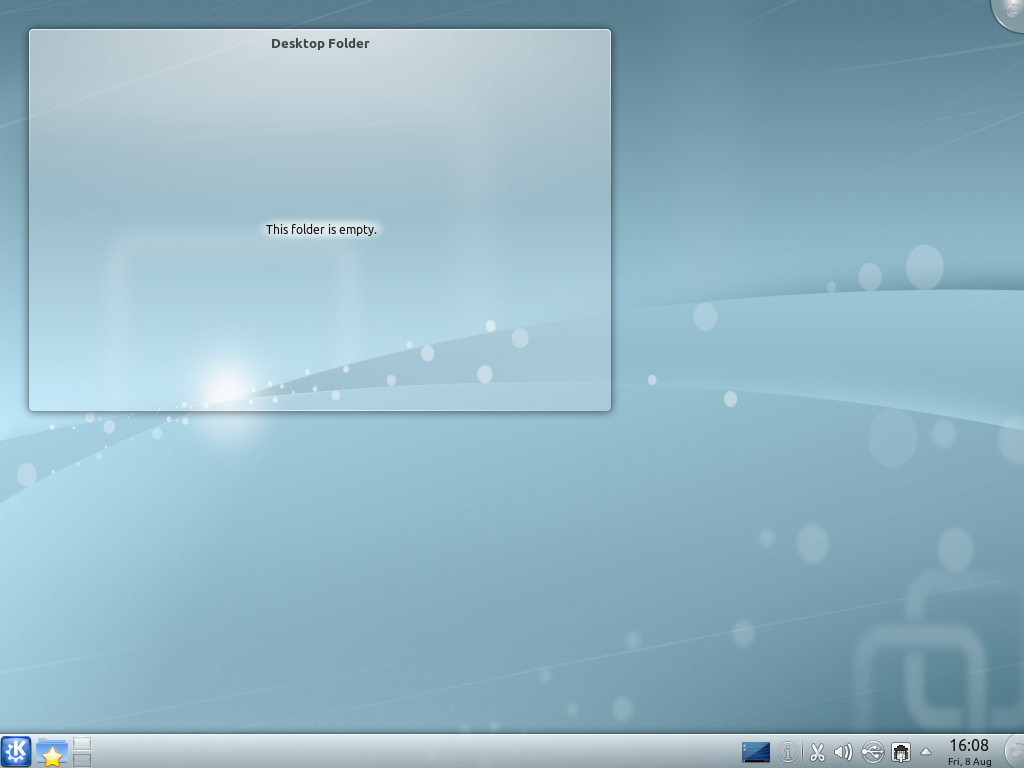
Kubuntu 10.10 Maverick Meerkat
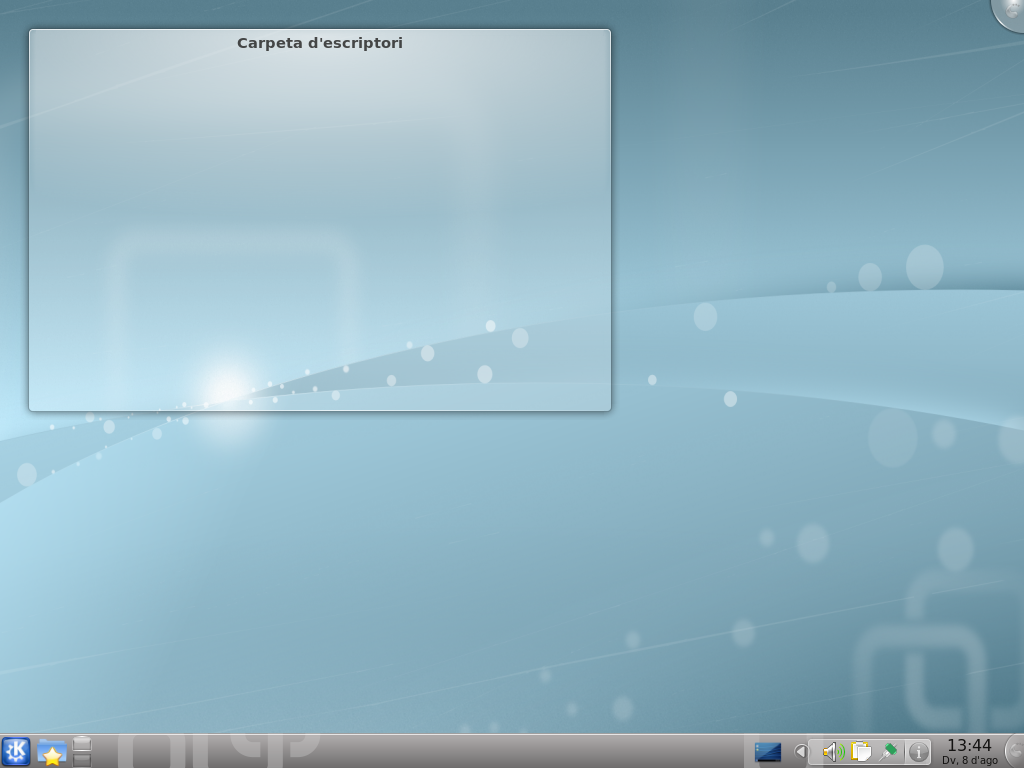
Kubuntu 10.04 LTS Lucid Lynx
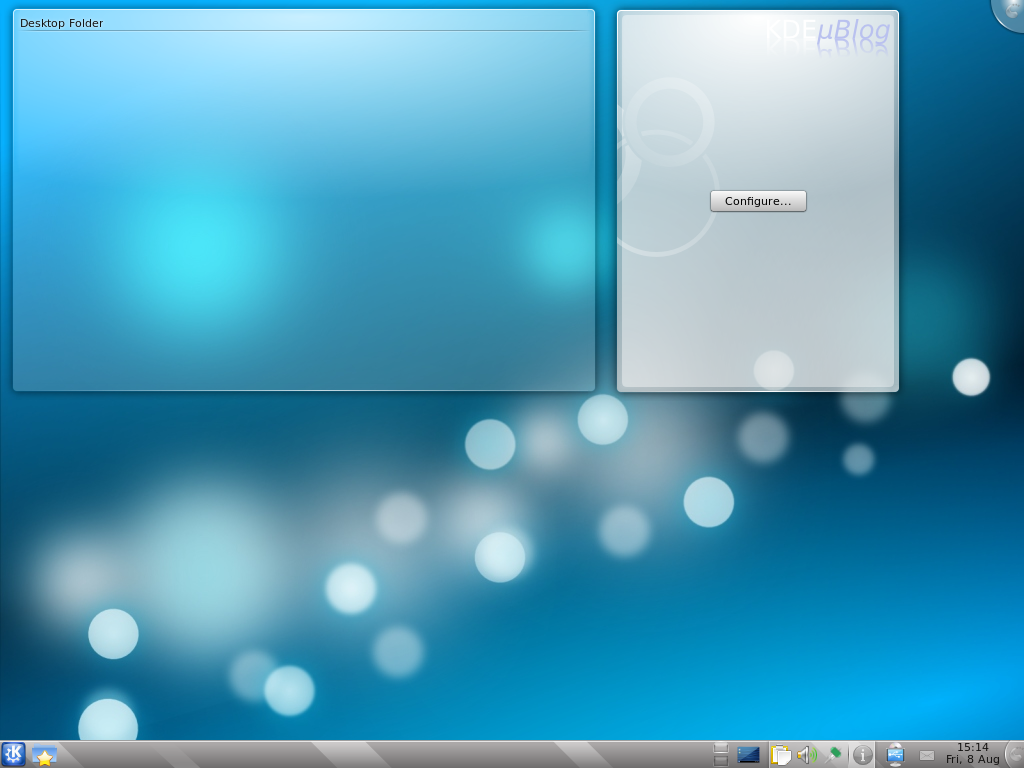
Kubuntu 9.10 Karmic Koala
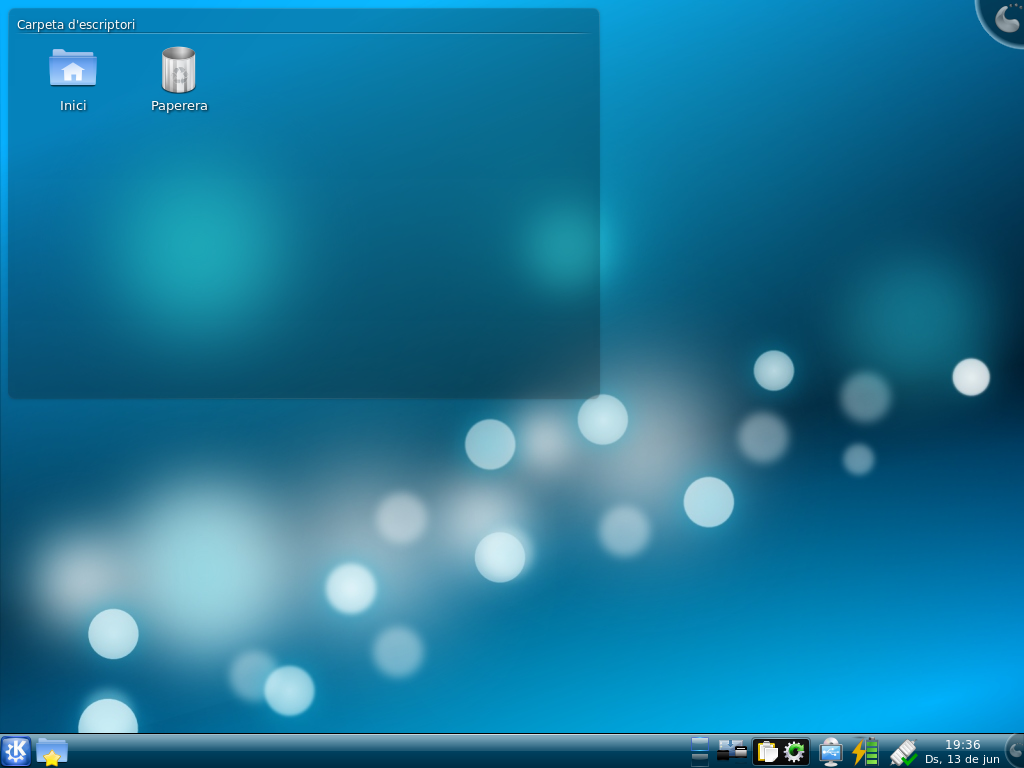
Kubuntu 9.04 Jaunty Jackalope
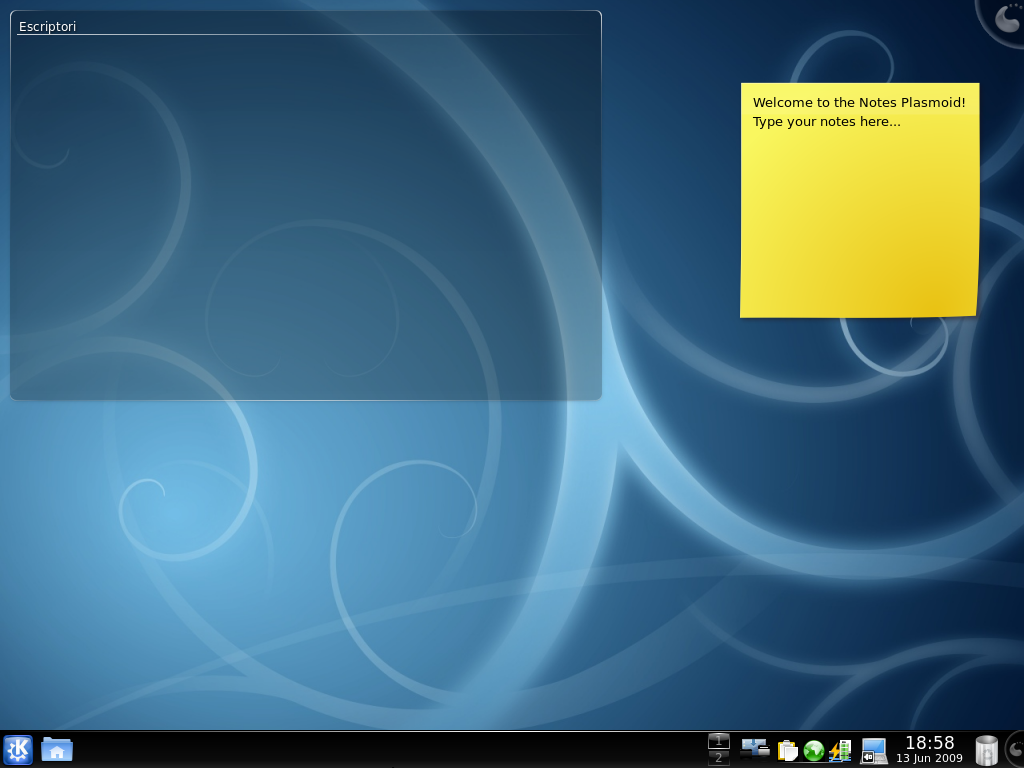
Kubuntu 8.10 Intrepid Ibex
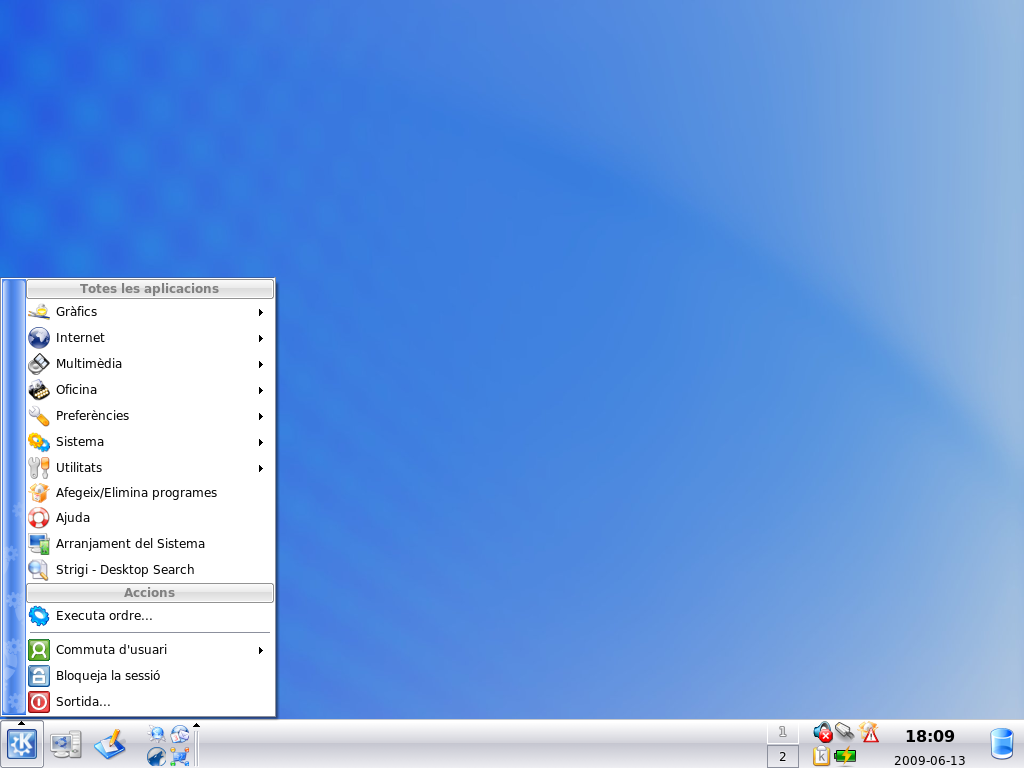
Kubuntu 8.04 Hardy Heron
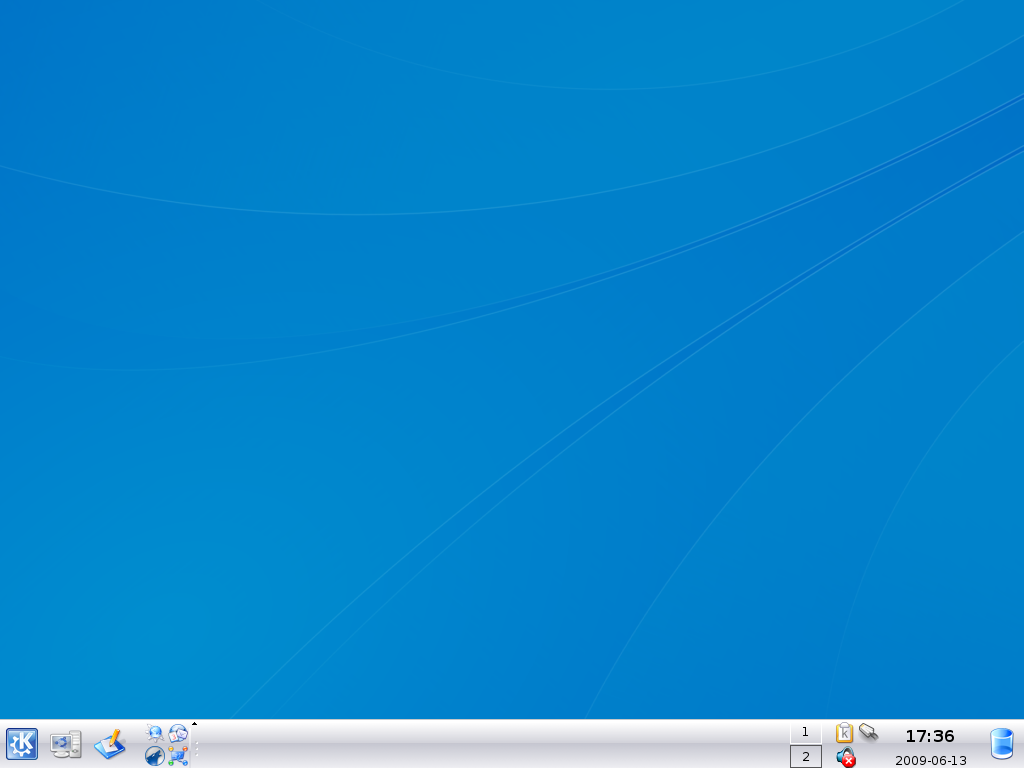
Kubuntu 7.10 Gutsy Gibbon
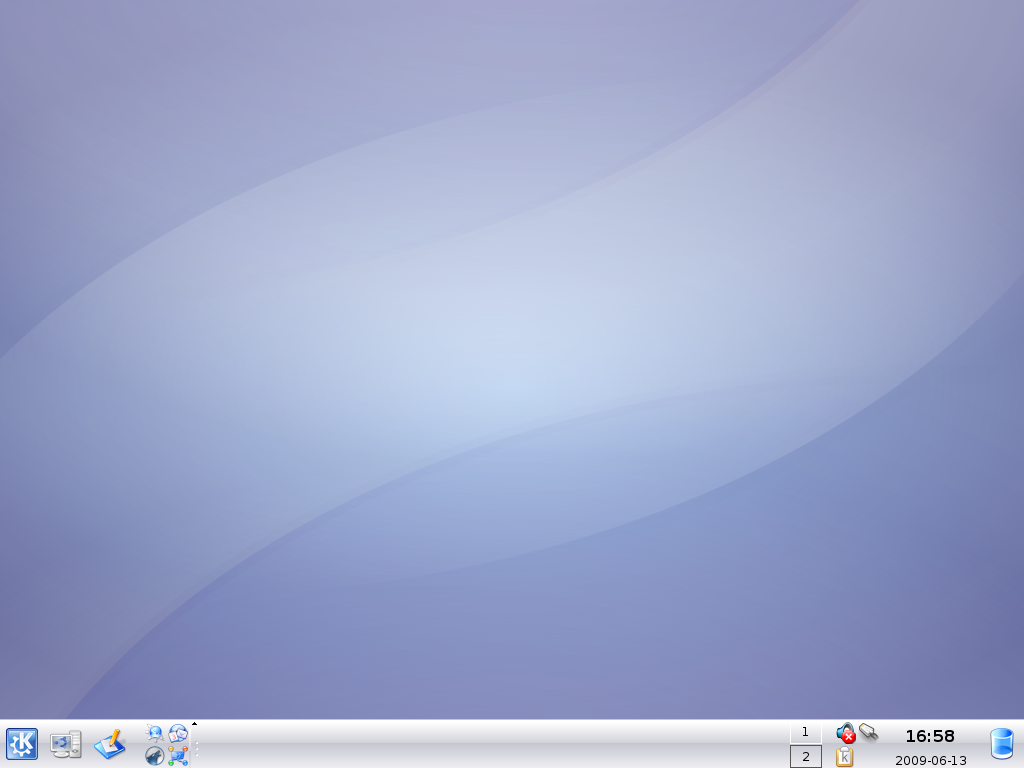
Kubuntu 7.04 Feisty Fawn
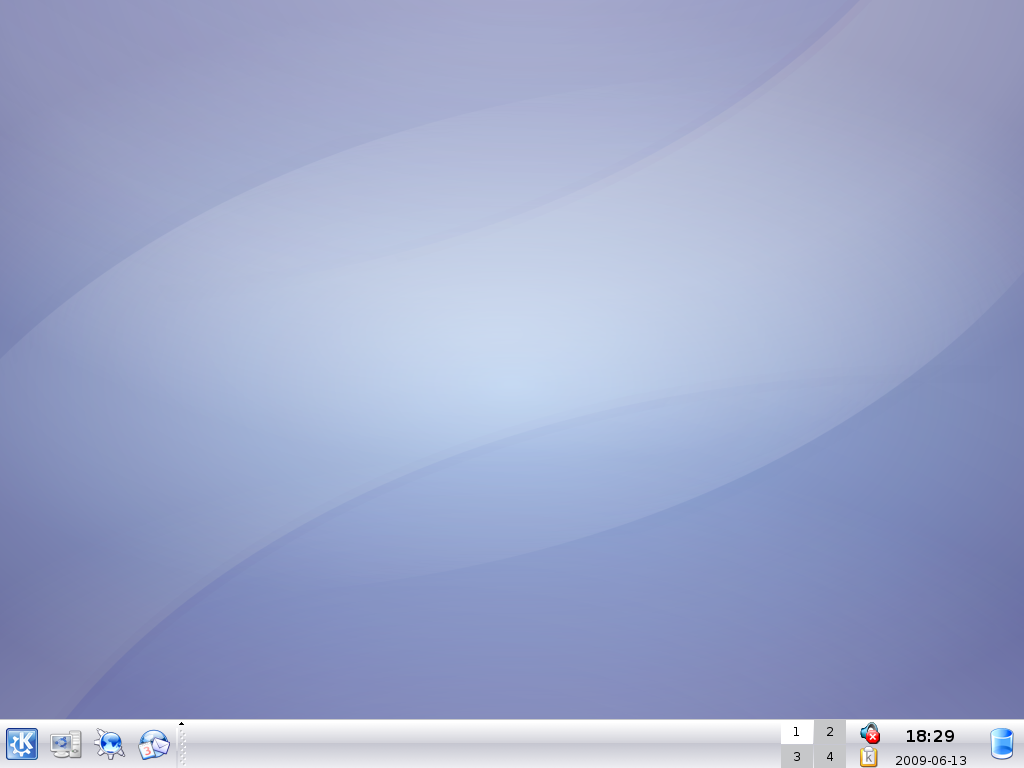
Kubuntu 6.10 Edgy Eft
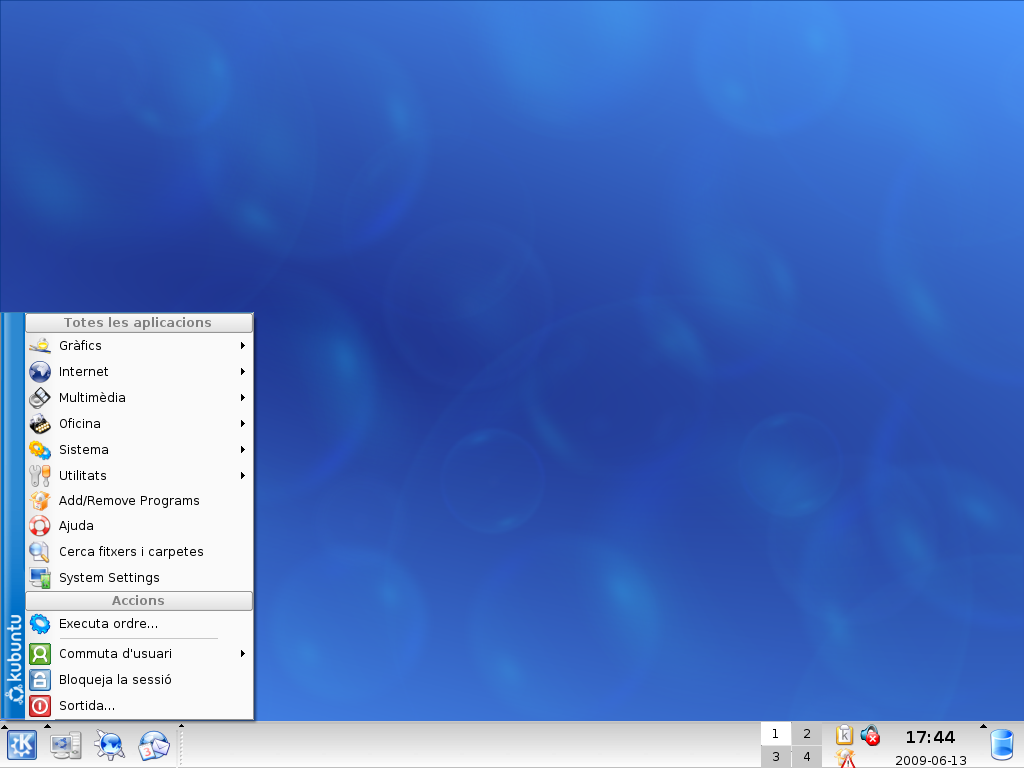
Kubuntu 6.06 Dapper Drake
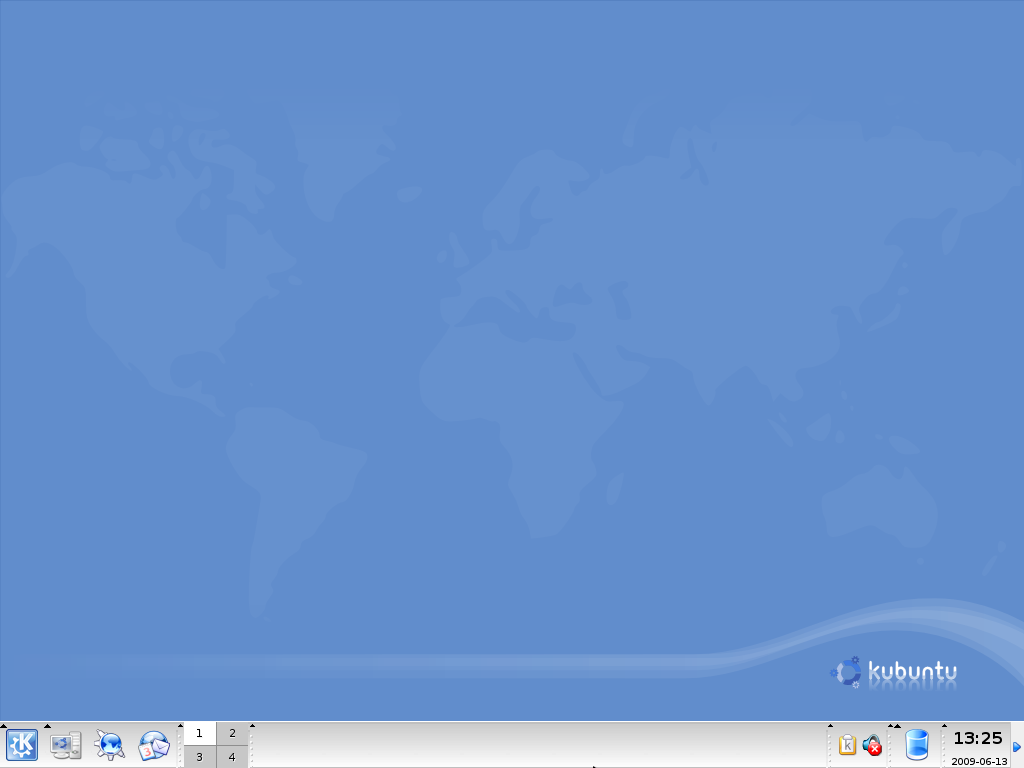
Kubuntu 5.10 Breezy Badger
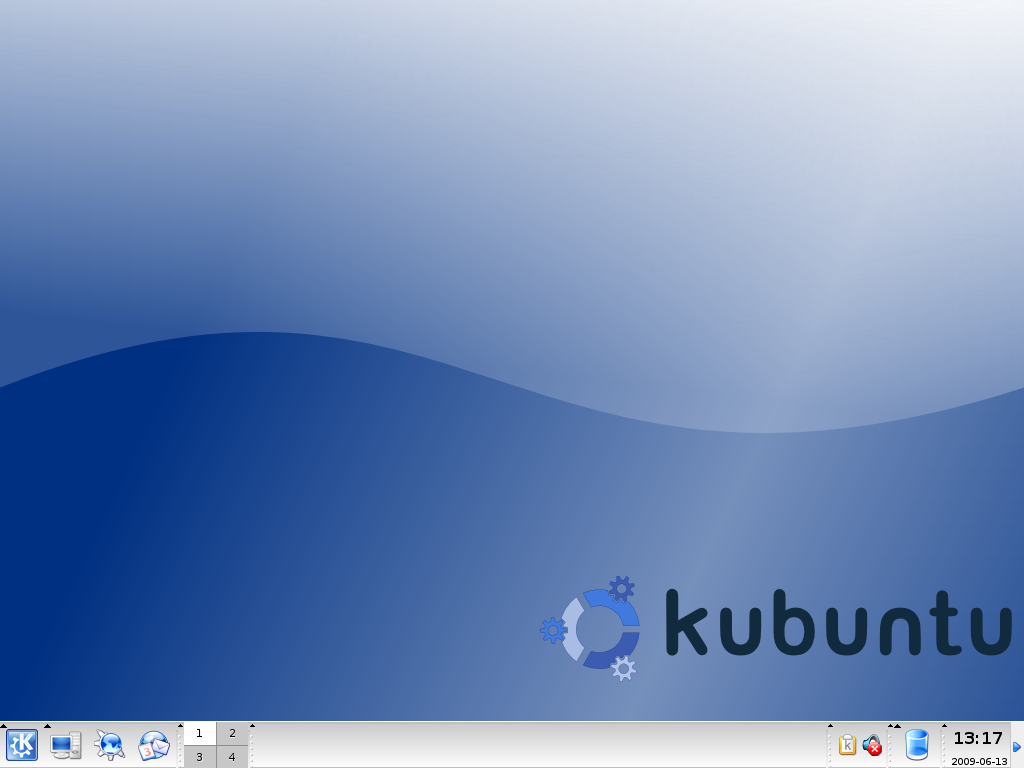
Kubuntu 5.04 Hoary Hedgehog

## Requeriments del sistema
La versió d'escriptori de Kubuntu té suport per les arquitectures Intel x86 i AMD64. Alguns llançaments però tenen suport per a altres arquitectures: SPARC, PowerPC, IA-64 (Itanium), i PlayStation 3 (tot i que en l'actualització de Sony l'abril de 2010 desactivà l'opció OtherOS, fent que PS3 no pogués executar d'altres sistemes operatius). Com que Kubuntu és Ubuntu amb l'entorn d'escriptori KDE, qualsevol versió disponible a Ubuntu està disponible també per Kubuntu.
Els requeriments recomanats per una instal·lació d'escriptori:
|                    | Sobretaula i portàtil |
| Mínim recomanat    |                       |
| ------------------ | --------------------- |
| Processador        | 2 GHz dual core (x86) |
| Memòria RAM        | 4 GB                  |
| Disc dur capacitat | 25 GB                 |
| Targeta gràfica    | VGA @ 1024x768        |

*Nota: Si es volen els efectes d'escriptori de "Kwin", s'ha de disposar indispensablement d'una GPU compatible.